# San Jorge Nuchita
San Jorge Nuchita es una localidad del estado mexicano de Oaxaca. Es cabecera del municipio de San Jorge Nuchita.

## Demografía
| Censo | Población |
| ----- | --------- |
| 1900  | 869       |
| 1910  | 1073      |
| 1921  | 905       |
| 1930  | 943       |
| 1940  | 945       |
| 1950  | 1052      |
| 1960  | 1220      |
| 1970  | 1361      |
| 1980  | 657       |
| 1990  | 2254      |
| 1995  | 2181      |
| 2000  | 2151      |
| 2005  | 1868      |
| 2010  | 1852      |
| 2020  | 2106      |